# Civiasco
Civiasco is een gemeente in de Italiaanse provincie Vercelli (regio Piëmont) en telt 264 inwoners (31-12-2004). De oppervlakte bedraagt 7,3 km², de bevolkingsdichtheid is 36 inwoners per km².

## Demografie
Civiasco telt ongeveer 134 huishoudens. Het aantal inwoners steeg in de periode 1991-2001 met 8,9% volgens cijfers uit de tienjaarlijkse volkstellingen van ISTAT.

| 1861 | 1871 | 1881 | 1901 | 1911 | 1921 | 1931 | 1936 | 1951 | 1961 | 1971 | 1981 | 1991 | 2001 |
| ---- | ---- | ---- | ---- | ---- | ---- | ---- | ---- | ---- | ---- | ---- | ---- | ---- | ---- |
| 488  | 552  | 530  | 469  | 532  | 547  | 439  | 427  | 360  | 311  | 274  | 255  | 236  | 257  |

## Geografie
Civiasco grenst aan de volgende gemeenten: Arola (VB), Cesara (VB), Madonna del Sasso (VB), Varallo Sesia.

## Geboren
- Emma Morano (29 november 1899 - 15 april 2017), supereeuwelinge (oudste inwoner van Italië ooit en laatste nog levende persoon geboren voor 1900)